# 러시아 공화국
러시아 공화국(러시아어: Российская республика 로시스카야 레스푸블리카[*])은 1918년 헌법에서 러시아 민주 연방 공화국으로 불리며, 1917년 9월 1일(신력 9월 14일), 러시아 임시정부가 알렉산드르 케렌스키 수상과 알렉산드르 자루드니 법무부 장관이 서명한 법령으로 선포한 후 구 러시아 제국의 영토를 법적으로 통제했던 단명한 국가이다.
러시아 공화국의 정부는 1917년 11월 7일 볼셰비키가 무력으로 권력을 장악한 후 해체되었다. 그럼에도 불구하고, 11월 후반에 부분적으로 민주적인 입헌회의 선거가 여전히 진행되었다. 1918년 1월 18일, 이 의회는 러시아를 민주 연방 공화국으로 선포하는 법령을 발표했지만, 선포 다음 날 볼셰비키에 의해 해산되었다.
볼셰비키는 1918년 7월 헌법에서 공식 명칭인 "러시아 소비에트 연방 사회주의 공화국"이 채택될 때까지 "러시아 공화국"이라는 이름을 사용했다. 이 용어는 때때로 1917년 3월 3일(신력 3월 16일) 황제 니콜라이 2세의 퇴위와 9월 러시아 공화국 선포 사이의 기간에 잘못 사용되기도 한다. 그러나 그 기간 동안 러시아 정치 체제의 지위는 미정이었고, 향후 선출될 입헌회의에 의해 결정될 예정이었다.

## 역사
2월 혁명 이후, 니콜라이 2세 황제는 퇴위했고, 게오르기 리보프 공작의 지도 아래 임시정부가 수립되었다. 군주제의 지위는 미정으로 남았다.
공식적으로 공화국의 정부는 임시정부였지만, 국가에 대한 사실상의 통제는 임시정부와 소비에트 (주로 페트로그라드 소비에트), 그리고 다양한 민족 기반의 분리주의자들 (예: 우크라이나 중앙 평의회) 사이에서 논쟁이 벌어졌다. 소비에트는 산업 지역에서 가장 강력한 프롤레타리아의 정치 조직이었으며, 좌익 정당에 의해 지배되었다. 준군사 병력의 지원을 받는 소비에트는 비효율적인 국가 기구를 가진 임시정부와 때때로 경쟁할 수 있었다.
리보프는 총리로서의 첫 몇 주 동안 러시아를 급진적으로 자유화하려는 일련의 일시적인 개혁을 주도했다. 보편적인 성인 투표권이 도입되었고, 언론과 언론의 자유가 허용되었으며, 사형이 폐지되었고, 종교, 계급, 인종에 대한 모든 법적 제한이 제거되었다. 충분한 지지를 얻지 못한 그는 1917년 7월 전쟁 장관에게 유리하게 사임했다.
정부의 군 통제는 취약했다. 예를 들어, 발트 함대의 수병들은 극좌 성향을 가졌고 수도에서 공개적으로 정치 활동에 참여했다. 군 장교들 사이의 우익 성향 또한 문제였다. 케렌스키가 코르닐로프 장군을 해임하려던 시도는 실패한 쿠데타로 이어졌다.
코르닐로프의 쿠데타 실패 이후, 케렌스키는 9월 1일 러시아를 공화국으로 선포하고, 임시 평의회를 임시 의회로 설립하여 입헌회의 선거를 준비했다. 그러나 1917년 11월 7일, 볼셰비키는 권력을 장악하고 임시정부와 임시 평의회를 모두 해산했다.
그럼에도 불구하고, 11월 후반에 부분적으로 민주적인 입헌회의 선거가 여전히 진행되었다. 1918년 1월 18일, 이 의회는 "러시아 민주 연방 공화국"이라는 이름으로 러시아를 민주 연방 공화국으로 선포하는 법령을 발표했다. 그러나 다음 날 의회는 볼셰비키에 의해 해산되었다.
공화국은 법적으로 1918년 1월 25일 볼셰비키가 러시아 소비에트 공화국 수립을 선포할 때까지 계속 존재했다. 이에 대응하여 반볼셰비키 세력은 1918년 9월 전러시아 임시정부의 지도 아래 러시아국을 선포했다.

## 주요 기관
- 전러시아 소비에트 대회
- 디렉토리 (러시아)
- 러시아 공화국 임시 평의회
- 러시아 입헌회의
- 러시아 임시정부

## 독립국
- 히바 칸국
- 부하라 토후국
- 부랴트-몽골국

## 같이 보기
- 러시아 제국
- 러시아 내전
- 소련
- 제1차 세계 대전